# Melodije morja in sonca 1981
IV. Melodije morja in sonca so potekale v soboto, 18. julija 1981, v Avditoriju Portorož.

## Tekmovalne skladbe
Na natečaj je prispelo 46 del, izmed katerih je strokovna žirija (Janez Martinc, Mario Rijavec, Mirja Kos in Branko Šömen) za festival izbrala naslednjih 14:
| #   | Naslov pesmi                  | Izvajalec                     | Avtorji glasbe − besedila (aranžmaja)   |
| --- | ----------------------------- | ----------------------------- | --------------------------------------- |
| 1.  | Budnica                       | Prizma                        | Danilo Kocjančič – Drago Mislej         |
| 2.  | Morje, sonce in njegov nasmeh | Irena Tratnik                 | Karel Novak – Tomo Jurak                |
| 3.  | Tiho, tiho                    | Franci Pirš                   | Berti Rodošek – Tatjana Rodošek         |
| 4.  | Moja poletna zgodba           | Branka Kraner                 | Milan Ferlež – Elza Budau               |
| 5.  | Deklica poletnih dni          | Ivo Mojzer                    | Milan Ferlež – Elza Budau               |
| 6.  | Najino poletje                | Janko Ropret                  | Vasko Repinc – Duša Repinc-Rus          |
| 7.  | Pa kaj se to dogaja v nas     | Sonja Gabršček & Edvin Fliser | Boris Rošker – Zoran Predin             |
| 8.  | Gregorino                     | Majda Sepe                    | Mojmir Sepe – Igor Torkar               |
| 9.  | Kopalnico ima                 | Hazard                        | Silvester Mihelčič – Toni Gašperič      |
| 10. | Osliček                       | Elda Viler                    | Elda Viler – Elza Budau                 |
| 11. | Na morju ni nič več lepo      | Tomaž Domicelj                | Tomaž Domicelj                          |
| 12. | Praviš mi, praviš ti          | Tatjana Dremelj               | Berti Rodošek – Tatjana Rodošek         |
| 13. | Kapitan                       | (Tomo Jurak &) Venera         | Ferry Horvat – Črt Škodlar (Jani Golob) |
| 14. | Z dežja pod kap               | 12. nadstropje                | Janez Hvale                             |

## Nagrade
Nagrade občinstva
- 1. nagrada – zlato sidro: Tiho, tiho (Berti Rodošek – Tatjana Rodošek) – Franci Pirš
- 2. nagrada – srebrno sidro: Na morju ni nič več lepo (Tomaž Domicelj) – Tomaž Domicelj
- 3. nagrada – bronasto sidro: Moja poletna zgodba (Milan Ferlež – Elza Budau) – Branka Kraner

Nagrada za najboljšega debitanta
- Irena Tratnik (Moje sonce, njegov nasmeh)

Nagrada za najboljše besedilo
- Tatjana Rodošek za pesem Tiho, tiho
- Drago Mislej za pesem Budnica

Nagrada za najboljši aranžma
- Dečo Žgur za pesem Najino poletje